# دورنبيرن
درونبيرن هي مدينة في ولاية فورارلبرغ، النمسا. تعتبر المركز الإداري للمقاطعة (بيزرك) دورنبيرن، التي تتضمن أيضا مدينة هوهنمس، وبلدة لوستينوا.
حيث تعد المدينة الأكبر في إقليم فورال بيرغ والمدينة ذات التصنيف العاشر من حيث الحجم في النمسا، تعد دورنبيرن مركز تجاري وتسوق هام.

## الجغرافية

### الموقع الجغرافي
تقع درونبيرن في الغرب فورارلبرغ عند 437 متر فوق مستوى سحط البحر في سهل رين، عند منحدارت جبل كارين، جزء من Bregenzerwaldgebirge السلسلة الجبلية عند حافة الألب الشرقية. وهي قريبة من سويسرا، ألمانيا وليختن شتاين. يتدفق نهر درنبينير اش في المدينة ويصب في بحيرة كونستانت.

### البنية التنظيمية

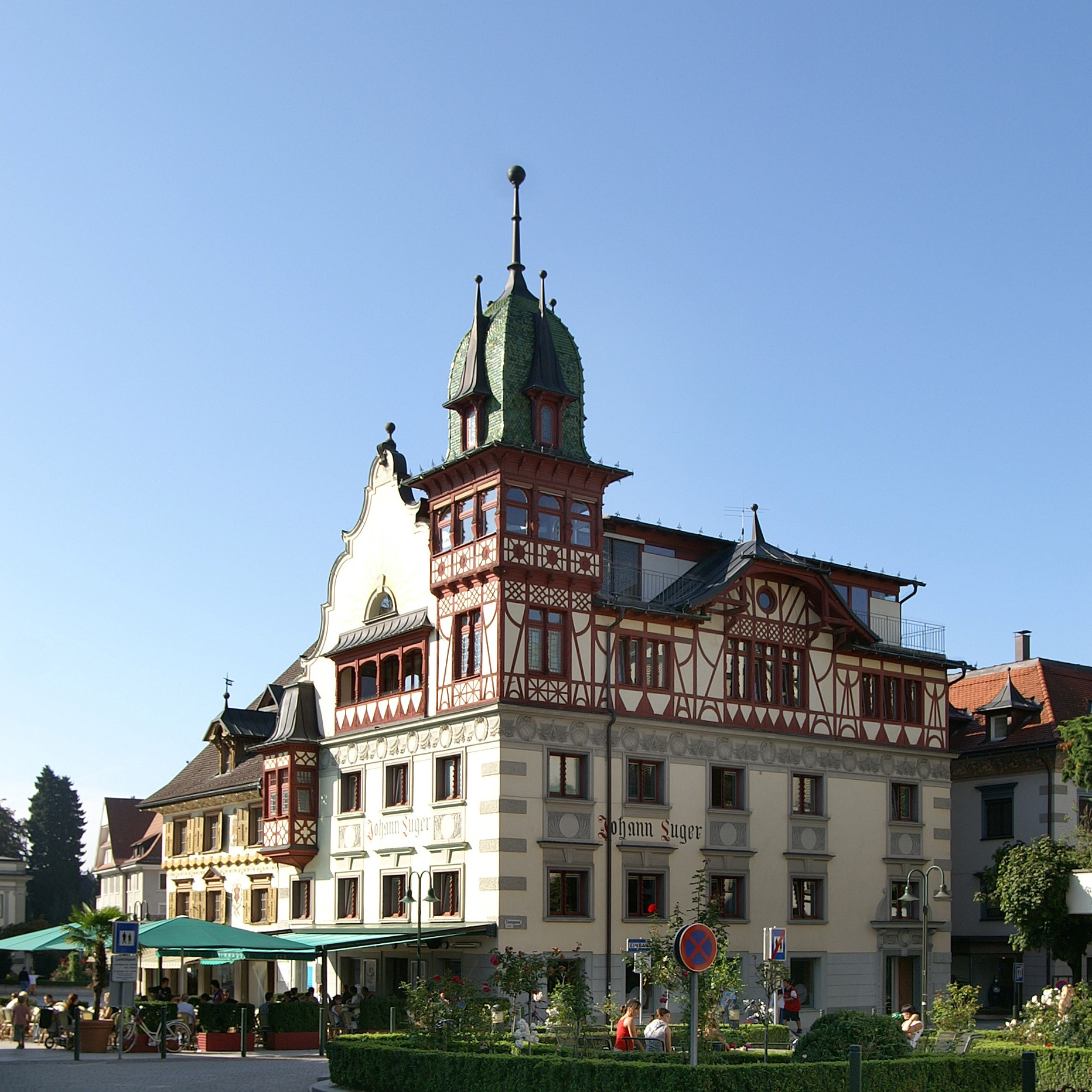
ماركت بلاتز

تتألف دورنبيرن من أربعة مناطق فقط: ماركت، هاتلردروف، أوبردورف، وهاسل شتاودين. في مطلع القرن العشرين، دورنبيرن ألحقت منطقتين أخرى تين من الغرب لتشتمل على 6 مناطق تابعة لها حاليا.

### المقاطعات المجاورة
تشكل مدينة دورنبيرن حوالي 70% من مساحة مقاطعة دورنبيرن ولديها عدة حدود مع المقاطعات الأخرى. بالإضافة إلى الحدود مع المقاطعتين الأخرى تين في دورنبيرن (هوهنمس ولوشتناو) فإن للمدينة حدود مع 15 مقاطعة أخرى Bregenz district: (لوتيراخ، والفورت، شفارتزاخ، بلد شتاين، البيرسفيند، شفارتزن بيرغ، روت، ميلاو، دامولس) وأربعة Feldkirch district: (لاتيرنس، زفيتشن فاسر، فيكتورسبيرغ، فراسكن).

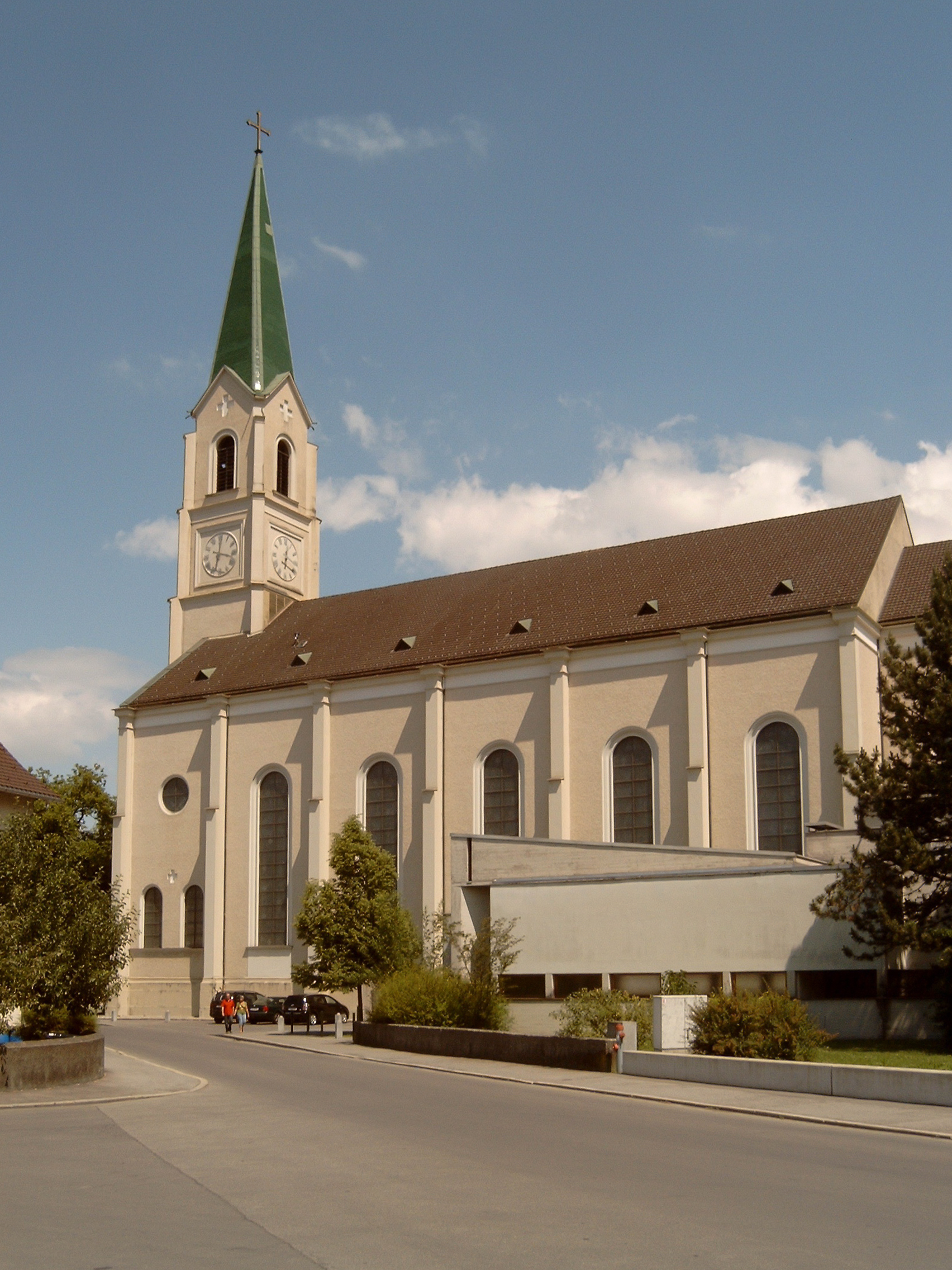
دورنبيرن، كنيسة

## التاريخ
يرجع وجود الإنسان الحديث في منطقة دورنبيرن إلى العصر الميزوليتي. تم اشتقاق اسم «دورنبيرن» من 'torrin puirron', ويعني مستوطنة التورو وهو اسم مزارع ألماني كان يعيش هناك، لذلك فليس هناك أي صلة بثمرة الكمثرة بالرغم من أن هذه الفاكهة هي من إحدى رموز المدينة. 
تم ذكر هذا الاسم للمرة الأولى في عام 895 في وثيقة لـ القديس كالن سويسرا.
وقد أصبحت مدينة دورنبيرن جزءا من مملكة هابسبيرغ في عام 1380. في عام 1793 تم دخول المدينة في مجتمع السوق والتجارة. وقد حصلت المدينة على صفة مقاطعة في عام 1901. وقد تم ارفاق المدينة بالقرية الجبلية ابنيت. وقد أصبحت دورنبيرن مقر مقاطعة دورنبيرن بشكل رسمي عام 1969.

## السياسة

### مجلس المقاطعة

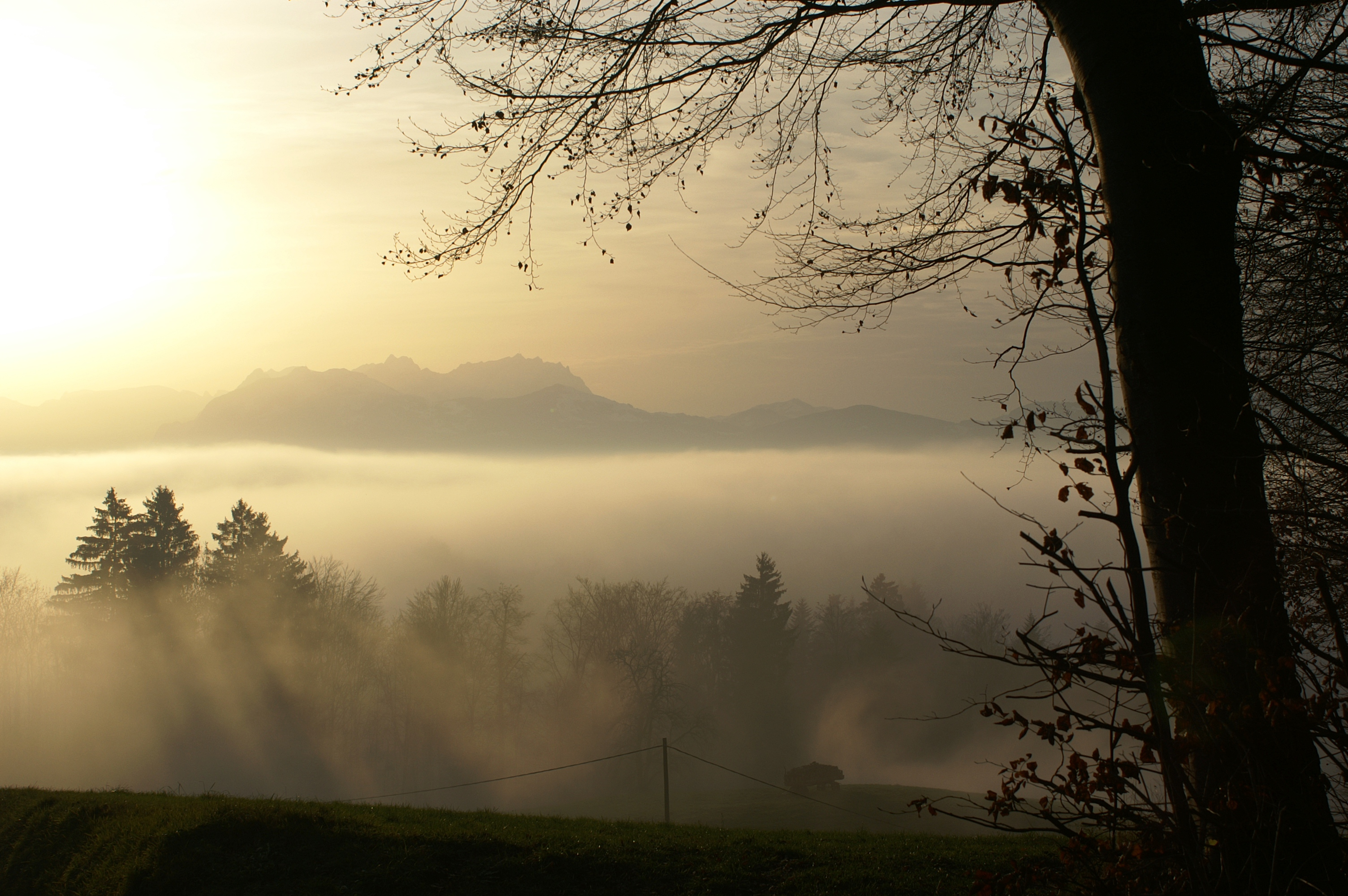
Dornbirn Rädermacher

يتألف مجلس مقاطعة درونبيرن من 36 مقعد والمفوضيات التالية:
- 21 حزب الشعب النمساوي أوفب
- 8 SPÖسبو
- 4 Die Grünen الخضر
- 3 حزب الحرية النمساوي اف بي أو

العمدة الحالي منذ عام 1999 هو Wolfgang Rümmele من (ÖVP) أوفب.

### العلاقات الدولية
تمتلك دورنبيرن مدينتين توأميتين هما. 
- كسكمت، هنفاريا
- سيليستات، فرنسا

## شخصيات تاريخية
- Angelika Birck, عالم نفس
- Reinhard Eugen Bösch, سياسي
- Karl Cordin, متزلج جليد
- Artur Doppelmayr, مؤسس السيارات ذات الكبل
- فرنسيس مارتن دريكسل (1792–1863), فنان وبنكي
- Margret Dünser, صحفي
- إنغريد إيبرل، متزلج جليد
- Wolfgang Flatz, موسيقي ومصمم وفنان
- Elfi Graf, مغني
- Ulrich Ilg, سياسي ومسؤول
- إيفون موسبرغر، لاعب تنس
- تاميرا باسيك، لاعب تنس
- August Paterno, مستشار

## العمارة المتميزة
الـ Messestadion هي حلبة رياضية داخلية في دورنبيرن، وهي المقر الأم لفريق رياضة الهوكي على الجليد المحلي.

## الاقتصاد
يوجد في مدينة دورنبيرن استديو محلي للتنبؤات الجوية (ORF) بالتعاون مع مركز الارصار الجوية النمساوية. 
كما توجد في دورنبيرن شركة Zumtobel Lighting Group التجارية النمساوية المسجلة.
كما يوجد هناك عدة شركات كبيرة، حيث تعد المدينة كمركز ضخم للصناعة النسيجية والتي تعود لحوالي عام 1980.

## النقل
كونها واقعة في مركز وادي رين، فإن درونبيرن تعد عقدة مهمة لربط خطوط الباصات الداخلية والإقليمية. حيث تصل بريجنز بالشمال، فلدكيرخ بالجنوب، وبريجنزروالد بالشرق.
كما تمر طريق الموتورات/الطريق الحرة A14 من الغرب. كما يصل النق «أخراين» الذي تم افتتاحه عام 2009 بشكل مباشر من درونبيرن/هاسل شتاون مع بريجنزروالد- البرشويند. تمتلك دورنبيرن شبكة ممتازة من باصات النقل الداخلي في المدينة.
كما تعد محطة لمدينة دورنبيرن موقف مهم لكل القطارات القادمة من غرب إلى شرق النمسا. كما يوجد مطار صغير بالقرب من هوهنمس.

## التعليم
تتضمن مدينة دورنبيرن عدة مؤسسات تعليمة وهي جامعات العلوم التطبيقية جامعة فورال بيرغ للعلوم التطبيقية، مدراس التعليم الثانوية، والمعهد العالي التقني المهني (معهد Höhere ).

## الرياضية
يقع في مدينة دورنبيرن واحدة من أهم المؤسسات الرياضية الهامة وهي RHC Dornbirn, إحدى أهم وأقوى الفرق النمساوية في رياضة الهوكي. حيث استضافت المدينة في عام 2010 بطولة العالم للرجال برياضة الهوكي.

## وصلات خارجية
- City of Dornbirn
- Dornbirn.com
- College of Applied Sciences نسخة محفوظة 30 ديسمبر 2005 على موقع واي باك مشين.
- Natural History Museum (Inatura)
- Rolls Royce Museum
- Roller Hockey Dornbirn Club
- Tiscover Dornbirn
- Spielboden Cultural Events
- Worldgymnaestrada نسخة محفوظة 11 يونيو 2015 على موقع واي باك مشين.
- PhotoGlobe - Dornbirn offers high quality photos together with GPS coordinates

قالب:Municipalities in Vorarlberg